# Sołczyk
Sołczyk – jezioro w woj. lubuskim, w powiecie strzelecko-drezdeneckim, w gminie Drezdenko, leżące na terenie Kotliny Gorzowskiej, w zachodniej części Puszczy Noteckiej. W pobliżu jeziora znajduje się wieś Lubiatów

## Hydronimia
Do 1945 roku jezioro nazywane było Schulzen See. 17 września 1949 roku wprowadzono nazwę Solczyk. Obecnie państwowy rejestr nazw geograficznych jako nazwę główną jeziora podaje Sołczyk, jednocześnie wymienia nazwy oboczne: Jezioro Sołeckie i Solczyk. Według spisu opracowanego przez Komisję Nazw Miejscowości i Obiektów Fizjograficznych (KNMiOF) nazwa tego jeziora to Solczyk.

## Morfometria
Według danych Instytutu Meteorologii i Gospodarki Wodnej powierzchnia zwierciadła wody jeziora wynosi 9,1 ha. Średnia głębokość zbiornika wodnego to 2,9 m, a maksymalna – 6,2 m. Lustro wody znajduje się na wysokości 46,8 m n.p.m. Objętość jeziora wynosi 263,9 tys. m³. Natomiast A. Choiński określił poprzez planimetrowanie na mapach 1:50000 wielkość jeziora na 8,0 ha.
Według Mapy Podziału Hydrograficznego Polski jezioro leży na terenie zlewni szóstego poziomu Gościmka do dopł. z jez. Lubiatówko i jez. Solecko (l). Identyfikator MPHP to 188961. 

## Zagospodarowanie
Gospodarkę rybacką na jeziorze prowadzi przedsiębiorstwo prywatne AKME Zdzisław Wiśniewski. Jezioro pełni również funkcje rekreacyjne, nad jego brzegiem zlokalizowane zostało pole biwakowe.

## Czystość wód i ochrona środowiska
Jezioro leży w granicach dwóch obszarów sieci Natura 2000: specjalnego obszaru ochrony siedlisk „Jeziora Gościmskie” PLH080036 i obszaru specjalnej ochrony ptaków „Puszcza Notecka” PLB300015.